# Greeleyville
Greeleyville é uma cidade  localizada no estado norte-americano de Carolina do Sul, no Condado de Williamsburg.

## Demografia
Segundo o censo norte-americano de 2000, a sua população era de 452 habitantes.
Em 2006, foi estimada uma população de 415, um decréscimo de 37 (-8.2%).

## Geografia
De acordo com o United States Census Bureau tem uma área de
3,0 km², dos quais 3,0 km² cobertos por terra e 0,0 km² cobertos por água. Greeleyville localiza-se a aproximadamente 23 m acima do nível do mar.

## Localidades na vizinhança
O diagrama seguinte representa as localidades num raio de 32 km ao redor de Greeleyville.